# Quảng Hải, Quảng Xương
Quảng Hải là một xã thuộc huyện Quảng Xương, tỉnh Thanh Hóa, Việt Nam.

## Địa giới hành chính
Xã Quảng Hải nằm ở phía đông của huyện Quảng Xương, ven Vịnh Bắc Bộ với chiều dài 1,5 km bờ biển.
- Phía đông giáp Biển Đông.
- Phía nam giáp xã Quảng Lưu, huyện Quảng Xương.
- Phía tây giáp các xã Quảng Lưu và Quảng Nhân, huyện Quảng Xương.
- Phía bắc giáp các xã Quảng Giao, huyện Quảng Xương và xã Đại Hùng, thành phố Sầm Sơn.

## Lịch sử hành chính
Vùng đất thuộc xã Quảng Hải ngày nay, vào đầu thế kỷ XIX thuộc tổng Thủ Hộ, huyện Quảng Xương, phủ Tĩnh Gia, nội trấn Thanh Hóa.
Sau năm 1945, thuộc xã Lê Lợi, huyện Quảng Xương. Năm 1948, các xã Lê Lợi, Nguyễn Trãi và Tây Hồ sáp nhập thành xã Quảng Hải, tên gọi Quảng Hải xuất hiện từ đây. Năm 1954, một phần lãnh thổ xã Quảng Hải được tách ra để lập các xã Quảng Nhân, Quảng Hùng, Quảng Giao và Quảng Đại.
Xã Quảng Hải gồm các làng: 
- Làng Bào: đầu thế kỷ XIX là thôn Bào thuộc xã Đông An, tổng Thủ Hộ; thời Minh Mạng đổi xã Đông An thành xã An Đông; thời Đồng Khánh (cuối thế kỷ XIX) đổi tổng Thủ Hộ thành tổng Thủ Chính. Từ năm 1954 có hai xóm là Bào Tiến và Cẩm Bào, nay đổi hai xóm thành hai thôn.
- Làng Đới: đầu thế kỷ XIX là thôn Đới (thôn Đái) thuộc xã Đông An, tổng Thủ Hộ. Từ năm 1954 có bảy xóm là Đại Thành, Đại Lợi, Đại Châu, Đại Tiến, Đại Trung, Đại Thắng và Đại Hòa, nay gộp thành bốn thôn.
- Làng Bồi Nguyên: từ năm 1954 gồm bốn xóm là Bồi Vinh, Bồi Bắc, Bồi Quang và Bồi Đông.
- Làng Yên Nam: trước là Lài Hoàng, thuộc làng Thủ Phú, xã Phú Xá. Từ năm 1954 có hai xóm là Yên Bình và Yên Hòa, nay gộp thành thôn 8.
- Làng Hải Nhuận: tách từ làng Thủ Phú vào năm 1925. Từ năm 1954 có bốn xóm là Hải Thắng, Hải Yên, Hải Bắc và Hải Khang.